# Ingrid Beaujean
Ingrid Elizabeth Beaujean Peralta (Ciudad de México, 22 de octubre de 1986) es una compositora y cantante perteneciente a la nueva generación de jazzistas mexicanos.
Desde muy temprana edad inició su amor por la música. A los ocho años ingresó al Coro Infantil y Juvenil de México, con el cual realizó giras por toda la República Mexicana. Con apenas 10 años de edad, estrenó obras del reconocido compositor mexicano Arturo Márquez, y en 1999 cantó frente al papa Juan Pablo II, en el evento de bienvenida organizado por el entonces presidente Ernesto Zedillo.

## Historia
Con 15 años, ingresó a la Escuela Nacional de Música de la UNAM para estudiar Composición Clásica y dos años después descubrió el jazz cuando escuchó a Sarah Vaughan. Estudió la Licenciatura en Jazz con especialidad en Canto y Scat, en la Escuela Superior de Música, del INBA. Además, realizó el Diplomado en Teoría del Jazz, Improvisación e Historia del Jazz, que imparte la Universidad Veracruzana.
De 2004 a 2011, fue parte de la Big Band Jazz de México, junto a su hermana gemela Jenny Beaujean, con la que, posteriormente, formaría también el Beaujean Project.
Conduce el programa de radio pública Ejazz, dedicado a música hecha por mujeres, transmitido por el IMER, en Horizonte FM, 107.9 de FM, los miércoles, en la Ciudad de México.
En 2014 grabó el disco «Miércoles» con el pianista Daniel Wong y fue presentado en el Auditorio Blas Galindo del Centro Nacional de las Artes. Contiene 11 composiciones originales que recorren temas tan diversos como el amor, los días de la semana, frases célebres o lugares del mundo.
En 2015 grabó su primer disco solista, titulado Cuento, con ritmos como el pop, el jazz y el rock. Este álbum contiene temas de su autoría y una pieza del compositor mexicano Demetrio López.
En 2015 se presentó en distintos escenarios de la República mexicana, y del extranjero, como Las Vegas, Valencia, Belfort, Ámsterdam y Guanzhou. Ha participado en 20 producciones discográficas. Se ha presentado en festivales como: Festivalatina 2016, Festival Internacional Zacatecas de Jazz y Blues en 2016, Festival Vive Latino 2016.

## Discografía
1. Año 2010 Amartya (Beaujean Project)
2. Año 2014 Miércoles (Ft. Daniel Wong)
3. Año 2014 Christmas time (Ft. Mad Trio)
4. Año 2015 Cuento 2015
5. Año 2018 Días lentos